# 女性人形機器人

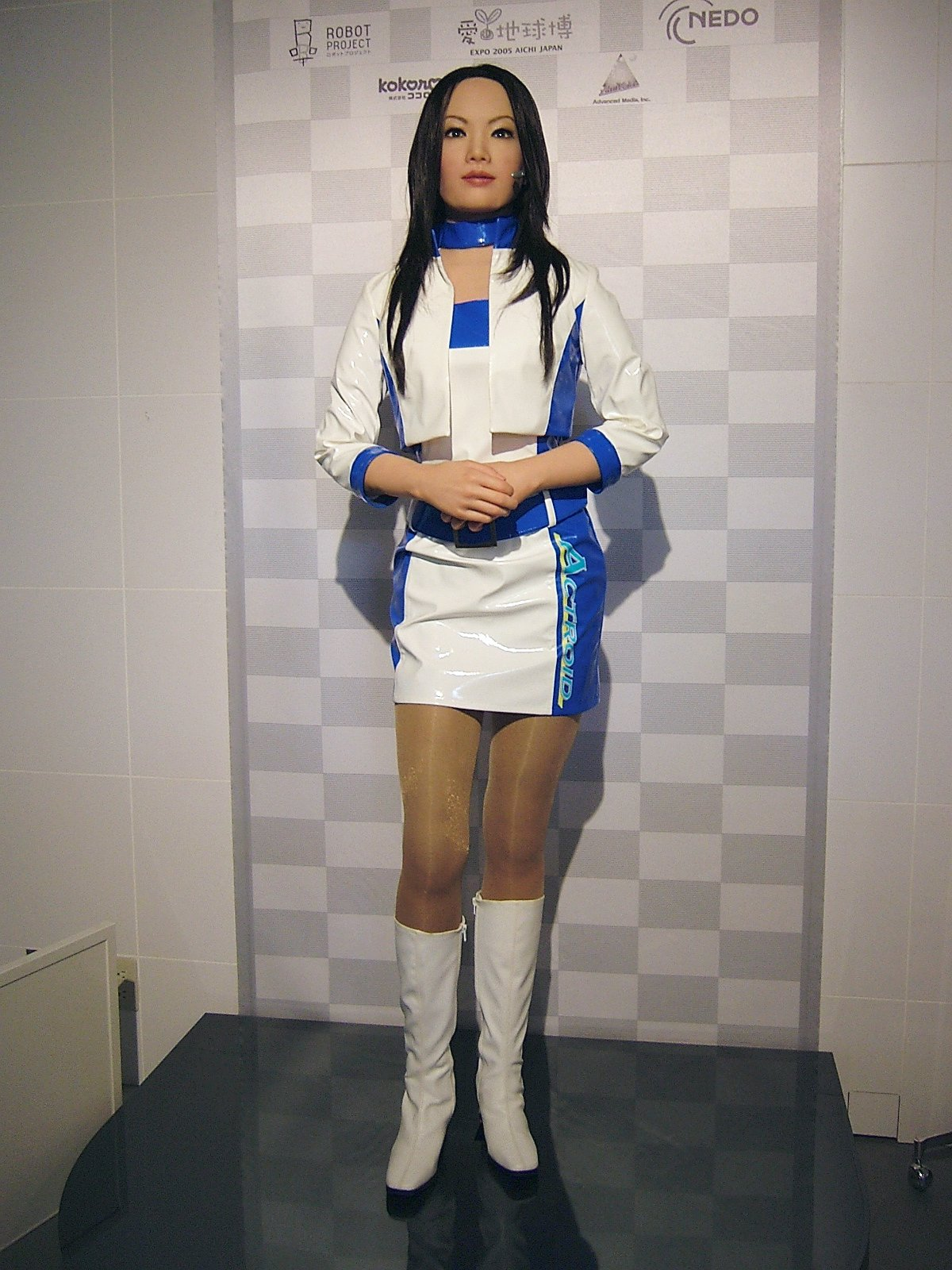
名為DER 01的仿生人

女性人形機器人（英語：Gynoid），又稱女仿生人，是一種旨在模仿女性人類外觀和行爲的機器人。隨著類人機器人在技術上成為可能，它們也出現在機器人設計中。

## 名稱
女機器人是任何類似於女人的機器人。儘管無論性別如何，都使用android一詞來指機器人人形生物，但希臘語前綴“andr-”是指男性。

## 女性機器人
“……絕大多數機器人或者是機器型的，或者像男人，或者是兒童，因為大多數機器人學家都是男性，而且這些因素也帶來了更大的技術難度。”
-- 高橋智隆 機器人学者
知名的女性機器人：
- Project Aiko
- EveR-1
- Actroid, designed by Hiroshi Ishiguro to be "a perfect secretary who smiles and flutters her eyelids
- HRP-4C
- Meinü robot
- Mark 1

研究人員指出，日本的女性機器人設計時考慮了苗條和優雅。

## 外部連結
- 维基共享资源上的相關多媒體資源：女性人形機器人